# دييغو مارتينز (لاعب كرة قدم)
دييغو مارتينز هو لاعب كرة قدم برازيلي في مركز الوسط، ولد في 4 فبراير 1987 في جوينفيل في البرازيل. لعب مع نادي برازيل دي بيلوتاس ونادي جاز.

## وصلات خارجية
- دييغو مارتينز (لاعب كرة قدم) على موقع قاعدة بيانات كرة القدم.إي يو (الإنجليزية)
- دييغو مارتينز (لاعب كرة قدم) على موقع Soccerway.com (الإنجليزية)